# 2873 Binzel
2873 Binzel eller 1982 FR är en asteroid i huvudbältet som upptäcktes den 28 mars 1982 av den amerikanske astronomen Edward L.G. Bowell vid Anderson Mesa Station. Den är uppkallad efter den amerikanske astronomen Richard P. Binzel.
Asteroiden har en diameter på ungefär 6 kilometer och den tillhör asteroidgruppen Flora.